# Fútbol por la vida

Logo von Fútbol por la vida

Fútbol por la Vida („Fußball für das Leben“) ist eine Nichtregierungsorganisation in Costa Rica, die mit Hilfe von Fußball Sozialarbeit leistet und Armutsbekämpfung betreibt. Gegründet wurde diese Organisation 2004 in San José.
Ziel ist es, Kindern und Jugendlichen (Mädchen und Jungen im Alter von 8 bis 18 Jahren), die in den ärmsten Vierteln San Josés leben und aus sozial benachteiligten Familien stammen, die Chance zu geben neue Perspektiven für ihr Leben zu entwickeln. Costa Rica gilt in Mittelamerika als vergleichsweise reiches Land, trotzdem gibt es große soziale Unterschiede. Das soziale Umfeld der Kinder und Jugendlichen ist geprägt von Drogenmissbrauch, häuslicher Gewalt, Perspektivlosigkeit usw.
Durch professionelles Fußballtraining wird vor allem soziales Verhalten wie Fairness und Gemeinschaftssinn gefördert um über den Sport hinaus das Selbst- und Verantwortungsbewusstsein der Teilnehmer zu stärken. Hierbei wird  Fußball als Hilfsmittel, also zur Herstellung des Kontaktes mit den Kindern und Jugendlichen verwendet. Die Organisation betreibt insgesamt sechs Fußballschulen in ländlichen und städtischen Regionen von Costa Rica, in denen mehr als 600 Kinder und Jugendliche, davon 35 % Mädchen betreut werden.
Neben dem Training werden den Kindern und Jugendlichen Workshops zu Themen wie AIDS, Drogen, Aufklärung und Gewalt angeboten, dazu kommen eine Vielzahl von kulturellen Aktivitäten. Jugendsozialarbeiter bieten den Jugendlichen Unterstützung bei familiären Problemen an, versuchen sie wieder in die Schule zu integrieren und vermitteln Ausbildungskurse.
Die Teilnahme an den Angeboten und Aktivitäten von 'Fútbol por la vida' ist für alle Kinder und Jugendlichen kostenlos.
Wichtigster Geldgeber ist Brot für die Welt.